# Cattedrale di San Finbar
La cattedrale di San Finbar o San Finbarre (in irlandese Ardeaglais Naomh Fionnbarra; in inglese Saint Finbarre's Cathedral o Saint Fin Barre's Cathedral) è un edificio di culto cristiano anglicano di Cork, nella Repubblica d'Irlanda, ed è la cattedrale sede della diocesi Cork, Cloyne e Ross gestita dalla Church of Ireland. Deve il nome al patrono di Cork, San Finbar, ed è attualmente gestita dal vescovo Paul Colton.

## Storia e descrizione
L'edificio è stato costruito sulle fondamenta di una precedente cattedrale: i lavori iniziarono nel 1862 e terminarono nel 1879 sotto la direzione dell'architetto William Burges, che la impreziosì al termine dei lavori con un angelo dorato (che tiene una tromba per mano) posto sul pinnacolo acquistato a proprie spese.

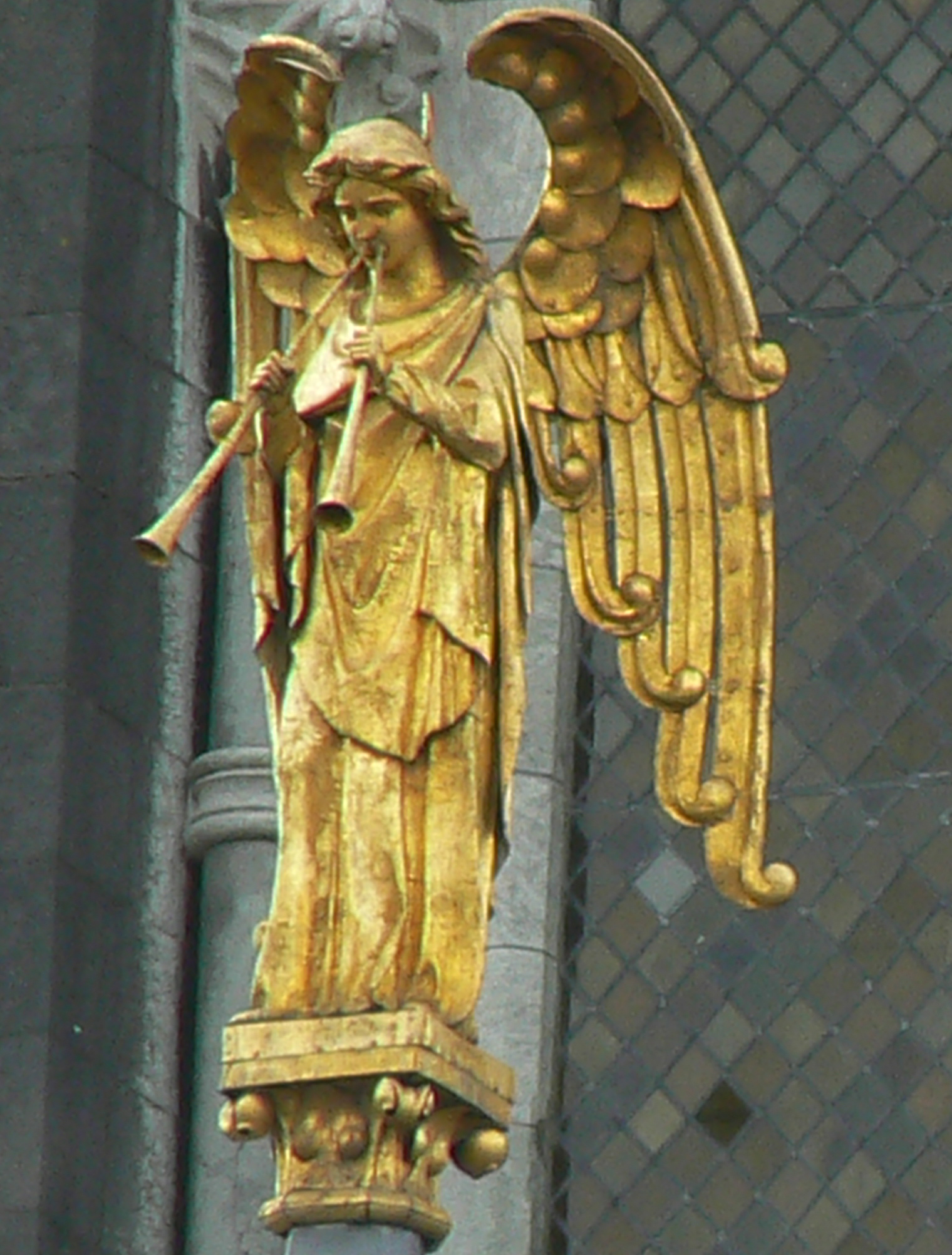
L'angelo della Resurrezione

Una leggenda narra che questi unirà lo squillo delle proprie trombe a quello degli altri angeli che annunciano la fine del mondo.
Nei primi anni del nuovo millennio, a quello stesso angelo furono sottratte le due trombe da alcuni ignoti (non è precisato se tre o quattro), il vescovo allora fece un pubblico appello chiedendo che venissero restituite. Qualche notte più tardi le trombe comparirono ma anche questo gesto restò anonimo.
Per commemorare questo fatto, Anthony Ruby immortalò la scena dipingendo un quadro che ora è custodito nel salotto del vescovo.